# Trường Đại học Nghệ An
Trường Đại học Nghệ An (tiếng Anh: Nghe An University, viết tắt: NAU) là một trường đại học công lập đa ngành trực thuộc Ủy ban nhân dân tỉnh Nghệ An, chịu sự quản lý Nhà nước của Bộ Giáo dục và Đào tạo. Trường Đại học Nghệ An có trụ sở chính đặt tại số 51, đường Lý Tự Trọng, phường Vinh Phú, tỉnh Nghệ An. Bên cạnh đó, nhà trường hiện có 4 cơ sở đào tạo và làm việc được phân bố hợp lý. Hệ thống cơ sở của trường được đầu tư đồng bộ, thuận tiện cho sinh viên học tập, sinh hoạt và tham gia các hoạt động học thuật – ngoại khóa, bao gồm: 
- Cơ sở 1: Số 51 đường Lý Tự Trọng, phường Vinh Phú, tỉnh Nghệ An.
- Cơ sở 2: Số 389 đường Lê Viết Thuật, phường Vinh Lộc, tỉnh Nghệ An.
- Cơ sở 3: Số 68 đường Nguyễn Trường Tộ, phường Vinh Hưng, tỉnh Nghệ An.
- Cơ sở 4: Số 32 đường Hồ Sỹ Dương, phường Thành Vinh, tỉnh Nghệ An.
- Điện thoại: 0975 313 755;
- Email: nau@nau.edu.vn
- Website: https://nau.edu.vn/
- Hiệu trưởng: TS. Nguyễn Ngọc Hiếu

## Chức năng, nhiệm vụ
Trường thực hiện nhiệm vụ đào tạo các trình độ cao đẳng, đại học, sau đại học và bồi dưỡng chuyên môn nghiệp vụ trên các lĩnh vực kinh tế, nông nghiệp, công nghệ, giáo dục. Ngoài ra, trường còn là trung tâm nghiên cứu, chuyển giao khoa học công nghệ và phục vụ cộng đồng trong khu vực cả nước và quốc tế. Tầm nhìn đến năm 2045, trở thành trường đại học định hướng ứng dụng có uy tín trong khu vực ASEAN, hội nhập với hệ thống đại học tiên tiến thế giới.

## Lịch sử hình thành và phát triển
Trường Đại học Nghệ An (Nghe An University – NAU) là cơ sở giáo dục đại học công lập trực thuộc UBND tỉnh Nghệ An, với quá trình hình thành và phát triển trải dài hơn 65 năm. Ngày 26/12/2024, Chính phủ đã chính thức ban hành quyết định quan trọng về việc sáp nhập Trường Cao đẳng Sư phạm Nghệ An vào Trường Đại học Kinh tế Nghệ An, đồng thời đổi tên Trường Đại học Kinh tế Nghệ An thành Trường Đại học Nghệ An, đánh dấu bước phát triển mới của Nhà trường.

## Đào tạo

### Đại học
Các chuyên ngành đào tạo đại học:
1. Kế toán
2. Kiểm toán
3. Công nghệ thông tin
4. Quản trị kinh doanh
5. Kinh tế
6. Marketing
7. Logistics và quản lý chuỗi cung ứng
8. Thương mại điện tử
9. Tài chính ngân hàng
10. Công nghệ tài chính
11. Ngôn ngữ Anh
12. Ngôn ngữ Trung Quốc
13. Thú y (Bác sỹ thú y)
14. Nông nghiệp công nghệ cao
15. Quản lý đất đai
16. Lâm học
17. Sư phạm Khoa học tự nhiên
18. Mầm non
19. Tiểu học

### Thạc sĩ
Các chuyên ngành đào tạo thạc sĩ:
1. Quản trị kinh doanh
2. Quản lý kinh tế

### Cơ cấu tổ chức
Trường có đầy đủ các tổ chức trong hệ thống quản lý giáo dục đại học, bao gồm: Đảng ủy, Hội đồng Trường, Ban Giám hiệu, các Hội đồng chuyên môn và tư vấn, cùng với 11 phòng chức năng và trung tâm; 10 khoa chuyên môn; 02 đơn vị trực thuộc Trường Mầm non Thực hành và Trường Tiểu học và THCS Thực hành . Tính đến tháng 4 năm 2025, trường có 315 cán bộ, giảng viên; trong đó có 02 Phó Giáo sư, 36 tiến sĩ và 215 thạc sĩ.
Các Khoa đào tạo
1.    Khoa Kế toán - Kiểm toán
2.    Khoa Kinh tế - Quản trị Kinh doanh
3.    Khoa Tài chính - Ngân hàng
4.    Khoa Nông - Lâm - Ngư
5.    Khoa Công nghệ thông tin
6.    Khoa Ngoại ngữ
7.    Khoa Tiểu học
8.    Khoa Mầm non
9.    Khoa Giáo dục
10. Khoa Khoa học cơ bản
Các Phòng, Ban, Trung tâm
1.    Phòng Tổ chức - Hành chính
2.    Phòng Kế hoạch - Tài chính
3.    Phòng Quản lý đào tạo
4.    Phòng Quản lý Khoa học và Hợp tác quốc tế
5.    Phòng Thanh tra, Khảo thí và Đảm bảo chất lượng
6.    Phòng Công tác Chính trị và Học sinh, Sinh viên
7.    Phòng Quản lý cơ sở vật chất
8.    Trung tâm Tuyển sinh và Truyển thông
9.    Trung tâm hợp tác và Phát triển đào tạo
10. Trung tâm Số và Học liệu
11. Trung tâm Bồi dưỡng Nhà giáo và Cán bộ quản lý giáo dục